# Rejv
Rêjv ali rave (tudi rave party) je celovečerni množični plesni dogodek, kjer didžeji vrtijo elektronsko plesno glasbo (techno, trance, house, tech-house, minimal, hard-techno, schranz, hardstyle, hardcore itd.). 
Glasba se predvaja na velikem zmogljivem zvočnem sistemu, ki tipično proizvaja globoke nizke tone. Glasba je pospremljena s svetlobnimi učinki, kot so laserske luči, projekcija, vizualni učinki in umetna megla. Medtem, ko se nekateri rejvi lahko manjše zabave v nočnih klubih ali v privatnih rezidencah, so nekateri zrasli do ogromne razsežnosti obiskovalcev, kot je bil festival Castlemorton Common leta 1992. Rejv po navadi traja celo noč do jutra, nekateri do 10 ur.
Dostopnost drog, še posebej znana sta MDMA (ekstazi, X, E, ...) in amfetamin (spid) je rejv zabave ožigosala za glavne krivce »pokvarjanja« mladine.

## Zgodovina
Slengovski izraz rave so prvi konec šestdesetih uporabljali izseljenci s Karibov, ki so se preselili v London. Izraz je pomenil zabava. V poznih osemdesetih se je termin začel uporabljati za novo subkulturo, ki se je razvila iz gibanja Acid House, ki je imelo izvor v Detroitu in je kasneje popolnoma spremenilo klubsko sceno v Angliji. Na začetku se je beseda rejver uporabljala za vse pripadnike te subkulture proti koncu dvajsetega stoletja pa je dobila slabšalni prizvok.
Mainstreamovski rejvi so se začeli sredi osemdesetih let 20. stoletja kot upor in odziv na trende v popularni glasbi in komercialnim radijskim postajam.
Da bi se oddaljili od mainstreamovskih klubov, so rejv organizirali v zapuščenih skladiščih, raznih kočah in na prostem. Vlada in policija so rejverske zabave marsikje prepovedali, uradno zaradi prevelike nevarnosti in neurejenosti prireditvenih prostorov, v resnici pa so se bali množice ljudi, ki se je na takih dogodkih zbirala. Taki ukrepi so prisilili organizatorje, da so tovrstne zabave začeli prirejati po klubih in diskotekah.
Ker je policija postala vedno bolj pozorna na rejversko kulturo, so organizatorji ugotovili, da kraj rejverske zabave vpliva tudi na njegov uspeh. Zaradi tega so organizatorji rejv promovirali od ust do ust ali pa le izbrancem na mejl. Nekateri so šli tako daleč, da so izdelovali posebne skrivne zemljevide, ki so vodili do dogodka.

### Osemdeseta
Sredi osemdesetih let 20. stoletja je rejversko sceno preplavil val psihedelične plesne glasbe. Acid House in Techno sta zavladala londonskim in manchesterskim plesiščem.
Veliko število policijskih intervencij je rejverske zabave premaknilo na podeželje. Rejv je kmalu postal sinonim za spontano vikendsko zabavo zunaj avtocestnega obroča M25 Orbital (po njej se imenuje tudi slavni duo Orbital), ki obkroža London.
Zgodnja rejverska scena je vladala tudi v podzemlju ameriških mest, kot so San Francisco in Los Angeles, hitro pa se je raznesla tudi v San Diego, New York in v evropske metropole.

### Devetdeseta: Združeno kraljestvo
Rejv je postal globalni fenomen med letoma 1991 in 1992. Posamezniki, ki so prvič šli na rejv so bili tako navdušeni, da so pričeli prirejati tovrstne zabave tudi sami. Sredi devetdesetih let 20. stoletja so ogromne korporacije skrbele za promocijo in uvajale nove trende v rejversko kulturo, kar je prineslo tudi njegovo komercializacijo.
Leta 1994 so v Združenem kraljestvu uvedli zakon, po katerem je bil lahko kaznovan posameznik, ki je nameraval organizirati rejversko zabavo in celo tisti, ki se ga je udeležil.

### Devetdeseta: Evropa
V srednji Evropi je rejverska kultura postala novo gibanje mladine. Didžeji in producenti plesne glasbe, kot Westbam so promovirali obstoj »rejverske« družbe in so elektronsko glasbo postavili kot tekmeca Rock'n'roll-u. Elektronska plesna glasba in rejverska kultura sta resnično postali masivni gibanji. Rejvi (kot se tudi reče rejverski zabavi) so imeli po več 10.000 obiskovalcev, mladinske revije so pisale nasvete, kako izgledati kot »rejver«, televizije so oddajale oddaje o Technu in House-u. Festival Love Parade je med letoma 1997 in 2000 privabil več kot milijon obiskovalcev.

### Novo tisočletje
V začetku tisočletja se je število nezakonitih rejvov zmanjšalo, naraščati pa je začelo število organiziranih, legalnih dogodkov. Po mnenju dolgoletnih opazovalcev je rejverska kultura in glasba konec devetdesetih začela stagnirati. Obdobje »eksplozivne rasti« je bilo končano, začetna navdušenost pa je začela padati.
V začetku tisočletja sta termina rejv in rejver med poslušalci elektronske plesne glasbe dobila slabšalen prizvok, še posebej v Evropi. Rejverski zabavi se ni več poimenovalo rejv, ampak se je namesto tega začelo uporabljati izraze kot so festival ali party. Draž »nezakonitosti« pa v sedanjem času najbolj vzdržujejo Psy/Goa trance rejvi. Elektronski ritmi so sčasoma našli pot v mainstream glasbo in tako so elektronski festivali postajali še bolj množično obiskovani in komercialno orientirani. Med največje spadajo: Tomorrowland, Electric Daisy Carnival, Sensation, Ultra Music Festival, Nature One, ...

## Rejverska kultura
Temeljne značilnosti rejverske kulture so:
- Odprtost: Nihče ne obsoja, zaničuje ali označuje oblačenje, pričeske, kostume, seksualno usmerjenost, glasbeni okus, raso, spol, ali status nekoga drugega.
- Sprejetost: Nihče ne prepričuje nikogar o »pravilnosti« ali »napačnosti« nekega dejanja ali delovanja.
- Pozitivna naravnanost: Če nekaj nekoga razveseli ali ga spravi v dobro voljo, je dobro. Zaradi tega so pretepi in nasilje na rejvih redkost.

Ena izmed filozofij rejva je izražena skozi akronim »PLUR«. Začetnice pomenijo mir, ljubezen, razumevanje in spoštovanje (angleško Peace Love Unity Respect).
Rejverji so zaradi svoje nenasilnosti in zanimanja za glasbo mnogokrat primerjani s hipiji in New Waverji.
Tehnologija je temelj elektronske plesne glasbe in tehnološke inovacije so vplivale na rejversko kulturo v mnogih stvareh. Ker je na rejvih glasna glasba, je zelo pomemben element kulture virtualna skupnost. Tudi lahek dostop do računalniške tehnologije je posameznikom amaterjem omogočil ustvarjanje in manipuliranje z elektronsko glasbo.

### Vrste rejverjev in modni stil
Old school raver je nekdo, ki je rejver že dolgo časa, medtem ko je baby raver nekdo, ki je šele na začetku obiskovanja rejvov. Club kid se oblači v svetle barve in oblačila, ki imajo na sebi umetno usnje ali puh iz svetlih barv. Zelo radi imajo tudi florescentne zapestnice in ogrlice. Veliko jih seboj na rejv nosi tudi »otroške« nahrbtnike (v obliki raznih živalic), po navadi se tudi moški club kid-i oblačijo na »ženski« način. Candy raver izmenjuje ali razdaja majhna darilca, kot so objemi, igračke, droge, CD-je, zapestnice, ogrlice ali sladkarije. Pogosto nosijo »otročja« oblačila, kot so zapestnice/ogrlice, ki se svetijo v temi in majice z risanimi junaki. Predvsem pa jih hitro spoznamo po doma izdelanih ogrlicah/zapestnicah (raver candy) iz velikih kroglic. Te so velikokrat tudi podarjene v spomin na rejv ali za ustvarjanje novih prijateljstev. Izraz candy raver se uporablja tudi za osebe, ki pogosto jemljejo droge (candy -  bombon). Liquid kids ponazarjajo plesne elemente rejverske scene. Liquid (tekočina) ponazarja fluidno premikanje telesa.
Sodobni rejverji (pogovorno pri nas tudi »flešerji«) se ne delijo več na različne vrste, temveč imajo lahko značilnosti vseh vrst. Najbolj priljubljene so pisane barve oblačil in veliko svetlečih dodatkov kot so: zapestnice, ogrlice, sončna očala, dude, piščalke, otroški nahrbtniki, krila, piercingi, ... Lasje so pobarvani na pestre barve, spredaj oblikovane na prečko, zadaj našpičene; ali pa popolnoma svobodno. Priljubljena modna znamka je Cyberdog in obutev Buffalo z visokimi podplati. Pri ženskah so običajna minikrila in puhaste gamaše, pri moških pa zasledimo svetleče hlače (Phat pants), ki so značilne za ples shuffle.